# Список глав государств в 245 году до н. э.
| 246 до н. э. ← Список глав государств по годам → 244 до н. э. |

## Азия
- Анурадхапура — Суратисса, царь (247 до н. э. — 237 до н. э.)
- Аулак — Ан Зыонг-выонг, князь (257 до н. э. — 207 до н. э.)
- Вифиния — Зиэл, царь (254 до н. э. — 228 до н. э.)
- Греко-Бактрийское царство  — Диодот I, царь (ок. 250 до н. э. — ок. 235 до н. э.)
- Иберия — Фарнаваз I, царь (299 до н. э. — 234 до н. э.)
- Каппадокия — Ариарамн, царь (280 до н. э. — 230 до н. э.)
- Китай (Период Сражающихся царств) : 
  - Вэй — Аньси (Вэй Ю), ван (277 до н. э. — 243 до н. э.)
  - Хань — Хуан-хуэй, ван (272 до н. э. — 239 до н. э.)
  - Ци — Цзянь (Тянь Цзянь), ван (264 до н. э. — 221 до н. э.)
  - Цинь — Цинь Шихуанди (Ин Чжэн), ван (246 до н. э. — 221 до н. э.)
  - Чжао — Сяочэн (Чжао Дань), ван (265 до н. э. — 245 до н. э.)
  - Чу  — Каоли (Сюн Юань), ван (262 до н. э. — 238 до н. э.)
  - Янь — Си (Цзи Си), ван (255 до н. э. — 222 до н. э.)
- Маурьев империя — Ашока, император (272 до н. э./268 до н. э. — 232 до н. э.)
- Парфия — Аршак I, царь (ок. 247 до н. э. — ок. 217 до н. э.)
- Пергамское царство — Эвмен I, правитель (263 до н. э. — 241 до н. э.)
- Понтийское царство — Митридат II, царь (ок. 250 до н. э. — ок. 220 до н. э.)
- Сабейское царство — Наша Караб Юхаман, царь (250 до н. э. — 230 до н. э.)
- Селевкидов государство — Селевк II Каллиник, царь (246 до н. э. — 225 до н. э.)
- Софенское царство — Сам I, царь (260 до н. э. — 243 до н. э./240 до н. э.)
- Япония — Корэй, тэнно (император) (290 до н. э. — 215 до н. э.)

## Африка
- Египет — Птолемей III Эвергет, царь (246 до н. э. — 222 до н. э.)
- Мероитское царство (Куш) — Аркамани II, царь (ок. 248 до н. э. — ок. 220 до н. э.)
- Нумидия —  Гала, царь Восточной Нумидии  (ок. 250 до н. э. — 207 до н. э.)

## Европа
- Афины:
  - Диомедон, архонт (246 до н. э. — 245 до н. э.)
  - Феофем, архонт (245 до н. э. — 244 до н. э.)
- Ахейский союз — Арат Сикионский, стратег (245 до н. э. — 244 до н. э., 243 до н. э. — 242 до н. э., 241 до н. э. — 240 до н. э., 239 до н. э. — 238 до н. э., 237 до н. э. — 236 до н. э., 235 до н. э. — 234 до н. э., 233 до н. э. — 232 до н. э., 231 до н. э. — 230 до н. э., 229 до н. э. — 228 до н. э., 227 до н. э. — 226 до н. э., 225 до н. э. — 224 до н. э., 223 до н. э. — 222 до н. э., 220 до н. э. — 219 до н. э., 217 до н. э. — 216 до н. э., 215 до н. э. — 214 до н. э.)
- Боспорское царство:
  - Перисад II, царь (ок. 284 до н. э. — ок. 245 до н. э.)
  - Спарток IV, царь (ок. 245 до н. э. — ок. 240 до н. э.)
- Ирландия — Рудрайге мак Ситриги[англ.], верховный король (289 до н. э. — 219 до н. э.) [1]
- Македонское царство — Антигон II Гонат, царь (277 до н. э. — 274 до н. э., 272 до н. э. — 239 до н. э.)
- Одрисское царство (Фракия) — Котис III, царь (ок. 260 до н. э. — 240 до н. э.)
- Пеония — Дропион, царь (ок. 250 до н. э. — ок. 230 до н. э.)
- Римская республика:
  - Марк Фабий Бутеон, консул (245 год до н. э.)
  - Гай Атилий Бульб, консул (245 год до н. э., 235 год до н. э.)
- Сиракузы — Гиерон II, царь (270 до н. э./269 до н. э. — 215 до н. э.)
- Спарта:
  - Леонид II, царь (254 до н. э. — 243 до н. э., 241 до н. э. — 235 до н. э.)
  - Эвдамид II, царь (275 до н. э. — 244 до н. э.)
- Эпирское царство — Пирр II, царь (255 до н. э. — 237 до н. э.)

## Галерея

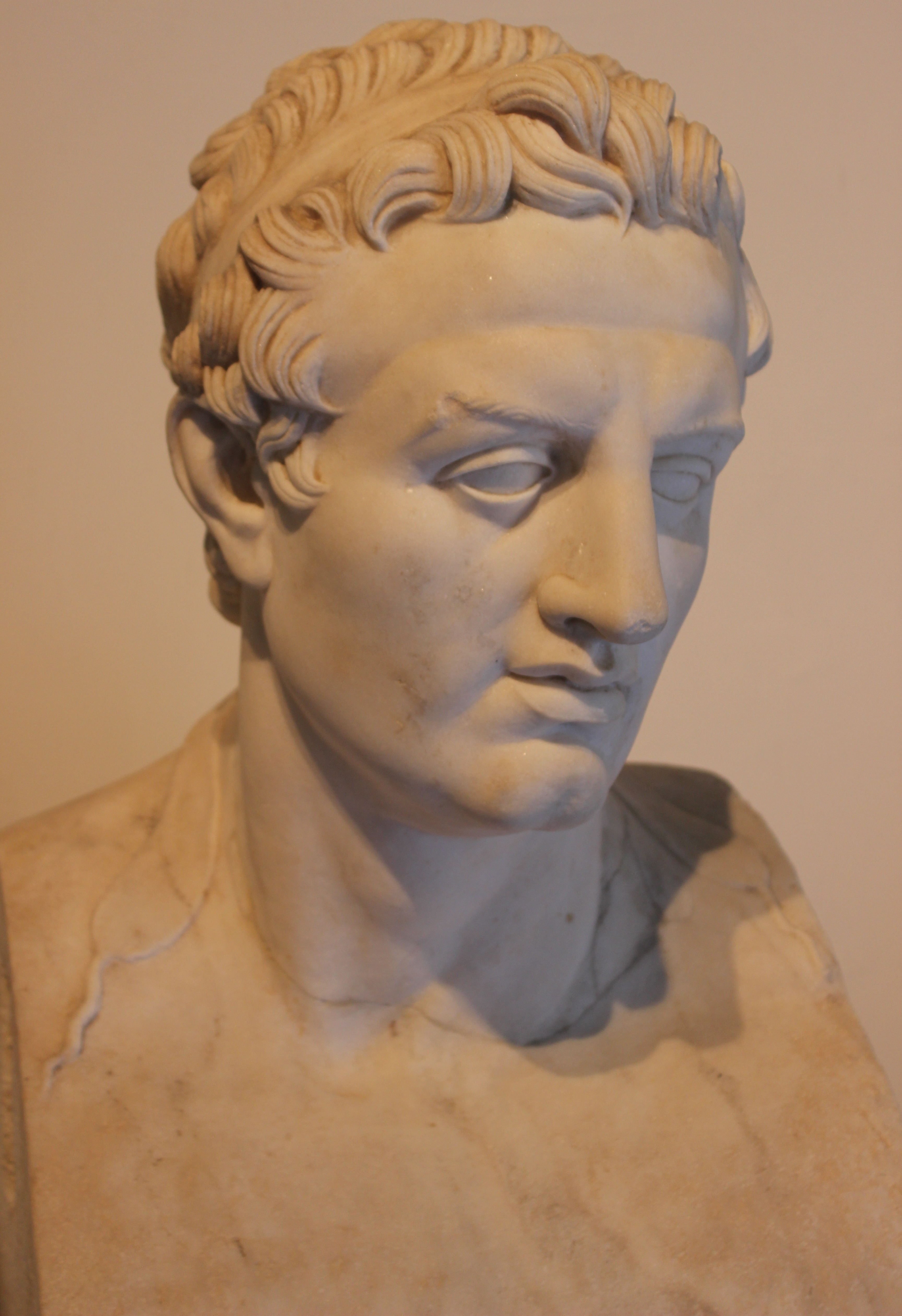
Птолемей III Эвергет 246 до н.э.—222 до н.э. Царь Египта
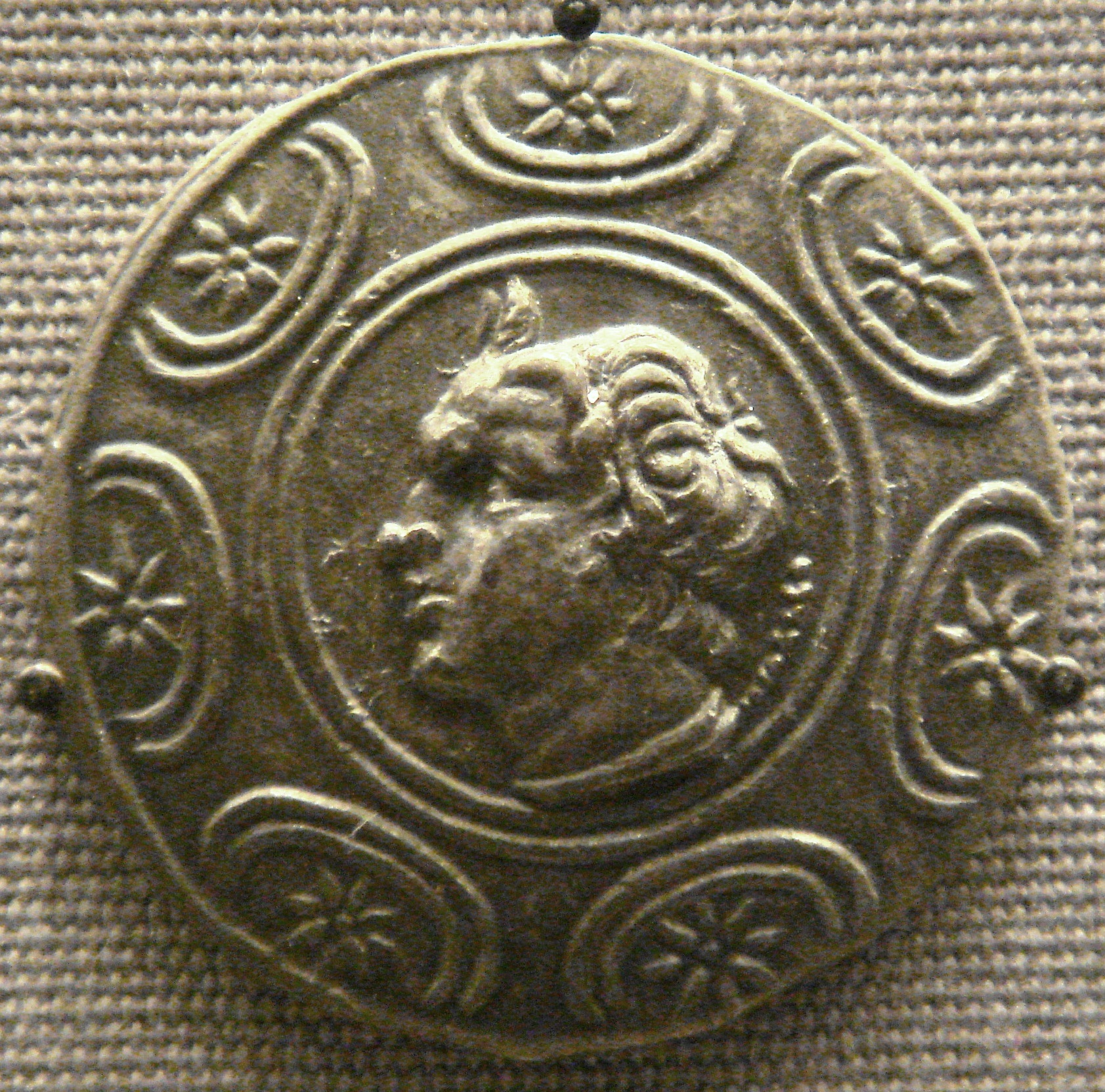
Антигон II Гонат 277 до н.э.—274 до н.э., 272 до н.э.—239 до н.э. Царь Македонии
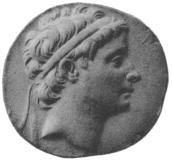
Селевк II Каллиник 246 до н.э.—225 до н.э. Царь государства Селевкидов
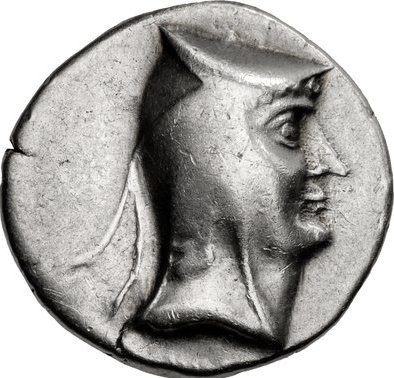
Аршак I 247 до н.э.—217 до н.э. Царь Парфии
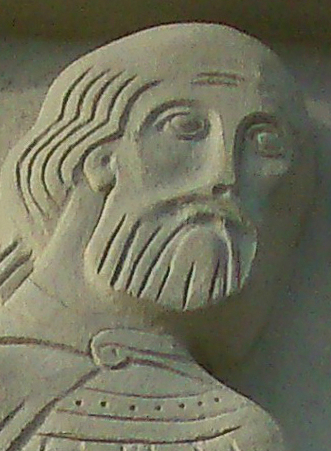
Фарнаваз I 299 до н.э.—234 до н.э. Царь Иберии
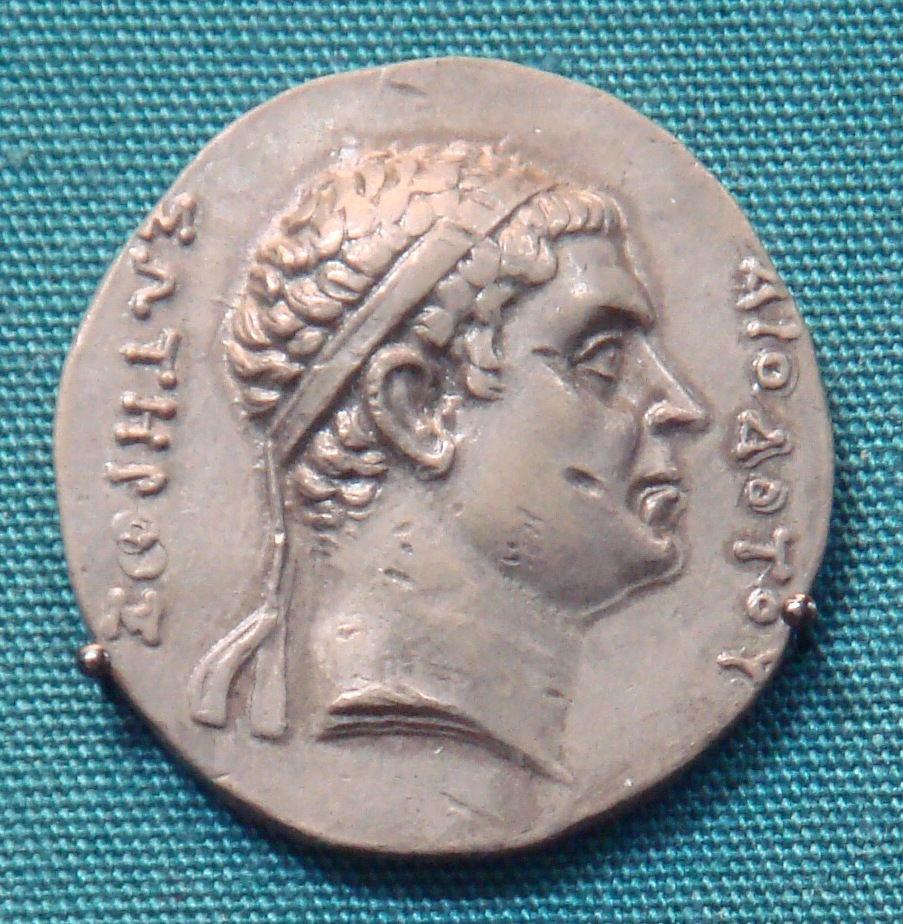
Диодот I 250 до н.э.—235 до н.э. Греко-бактрийский царь
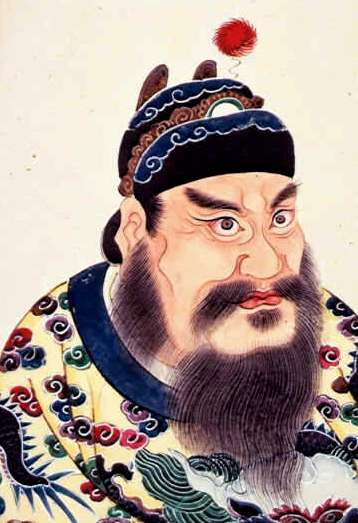
Цинь Шихуанди 246 до н.э.—221 до н.э. Ван царства Цинь
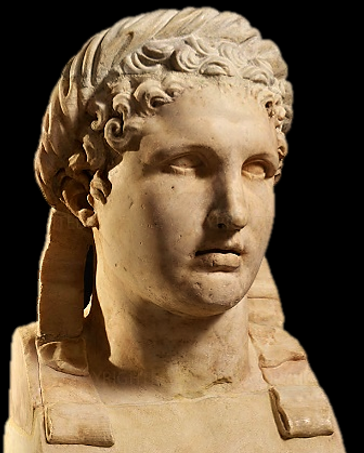
Гиерон II 270/269 до н.э.—215 до н.э. Царь Сиракуз
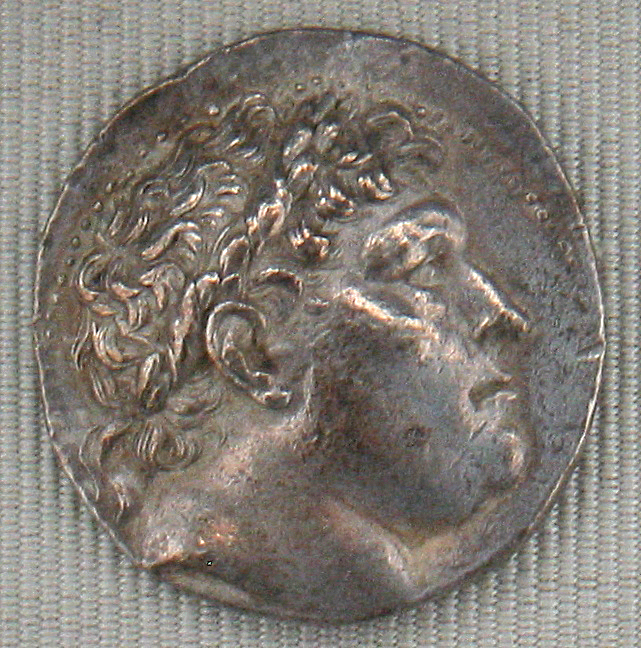
Эвмен I 263 до н.э.—241 до н.э. Правитель Пергама
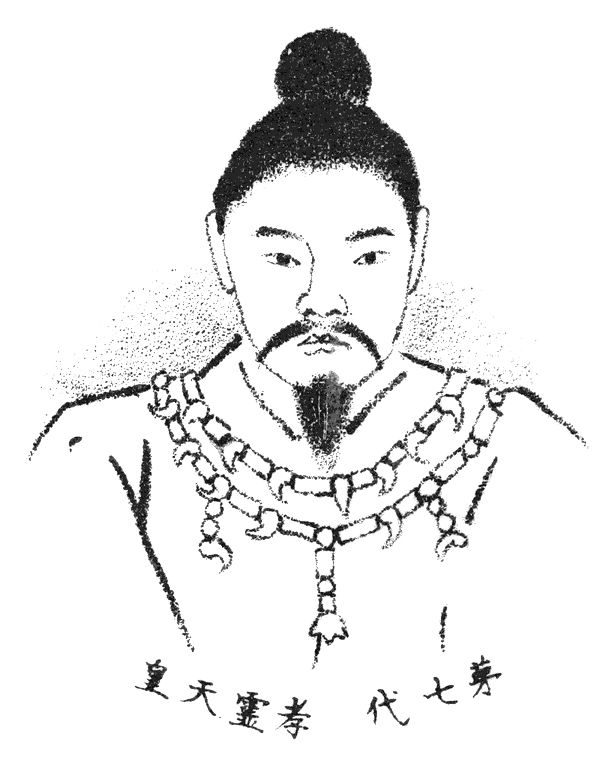
Корэй 290 до н.э.—215 до н.э. Император Японии